# Bellante
Bellante là một đô thị và thị xã của Ý. Đô thị này thuộc tỉnh Teramo trong vùng Abruzzo. Bellante có diện tích 49 km2, dân số theo ước tính 1 tháng 1 năm 2007 của Viện thống kê quốc gia Ý là 7283 người. 
Các đơn vị dân cư: Bellante Stazione, Chiareto di Bellante, Collerenti, Molino San Nicola, Penna alta, Penna bassa, Ripattoni (o Ripattone), San Mauro, Sant'Angelo a Marano, Sant'Arcangelo, Villa Ardente, Villa Casalena, Villa Rasicci.
Đô thị Bellante giáp với các đô thị: